# Eterm
Eterm is een terminalemulator voor de windowmanager Enlightenment. Eterm staat vooral bekend om het fraaie uiterlijk. Met Eterm kan men bijvoorbeeld heel gemakkelijk de achtergrond op transparant zetten. Eterm is beschikbaar voor Linux en POSIX-compatibele besturingssystemen.